# ロバート・ディーン (第5代準男爵)
第5代準男爵サー・ロバート・ディーン（英語: Sir Robert Deane, 5th Baronet PC (Ire)、1707年 – 1770年2月7日）は、アイルランド王国の政治家。1757年から1770年までアイルランド庶民院議員を務めた。

## 生涯
第3代準男爵サー・マシュー・ディーンと妻ジェーン（Jane、旧姓シャープ（Sharp）、1732年6月6日没、ウィリアム・シャープの娘）の次男として、1707年にコーク県キルチャネック（Kilchaneck）で生まれた。1721年7月15日にオックスフォード大学クライスト・チャーチに入学、1725年にB.A.の学位を修得した。1721年にキングズ・インズに入学、1737年にダブリンで弁護士資格免許を取得した。
1751年6月に兄マシューが死去すると、準男爵位を継承した。1757年から1768年までタロー選挙区の、1769年から1770年までカリスフォート選挙区の代表としてアイルランド庶民院議員を務めた。1768年1月9日、アイルランド枢密院の枢密顧問官に任命された。
1770年2月7日にダブリンのキルデア・ストリートで死去、息子ロバート・ティルソンが爵位を継承した。

## 家族
1738年8月24日、ダブリンでシャーロット・ティルソン（Charlotte Tilson、1798年以降没、トマス・ティルソンの次女）と結婚、2男6女をもうけた。
- ロバート・ティルソン（1747年10月19日 – 1818年6月25日） - 第6代準男爵、初代マスケリー男爵[4]
- ジョスリン（英語版）（1749年7月19日洗礼 – 1780年11月19日） - アイルランド庶民院議員、グレートブリテン庶民院議員、生涯未婚[5]
- シャーロット[4]
- グレース - チャールズ・ホートリー（Charles Hawtrey）と結婚[4]
- イライザ・ソールズベリー（Eliza Salisbury） - 1772年11月13日、ジェームズ・ピットマン（James Pitman）と結婚。その後、ウィリアム・クラーク（William Clarke）と再婚[4]
- ジェーン[4]
- アリシア[4]
- フランシス - ジョン・ホッジス（John Hodges、サー・ジェームズ・ホッジスの息子）と結婚。1819年1月、トマス・レマン（Thomas Leman）と再婚[4]